# Amatore Sciesa
Amatore Sciesa (Milano, 12 febbraio 1814 – Milano, 2 agosto 1851) è stato un patriota italiano.
Era conosciuto anche col nome di Antonio Sciesa, a causa di un errore di trascrizione reso noto dopo varie ricerche e studi dallo scrittore Leo Pollini.

## Biografia
Di umili origini, popolano, di professione tappezziere, nel 1850 entrò in contatto con alcuni gruppi clandestini repubblicani che lottavano contro il dominio che l'Austria deteneva sul Lombardo-Veneto. Si era ad appena due anni dopo dalle Cinque giornate di Milano e il governatore generale, feldmaresciallo Radetzky, perseguiva una politica repressiva, che non lasciava altro ai patrioti lombardi che la sottomissione, la forca o l'esilio, ma che d'altra parte, lungi dal ridurre l'opposizione politica e nazionalista, la aizzava, anche se quest'ultima era costretta a esprimersi nelle forme più clandestine. Alla diffusione di manifesti rivoluzionari partecipò anche Sciesa: la sera del 30 luglio 1851 venne bloccato, in corso di Porta Ticinese, e trovato in possesso di questi manifesti e arrestato con l'accusa di averne affisso alcune copie in via Spadari, a Milano.

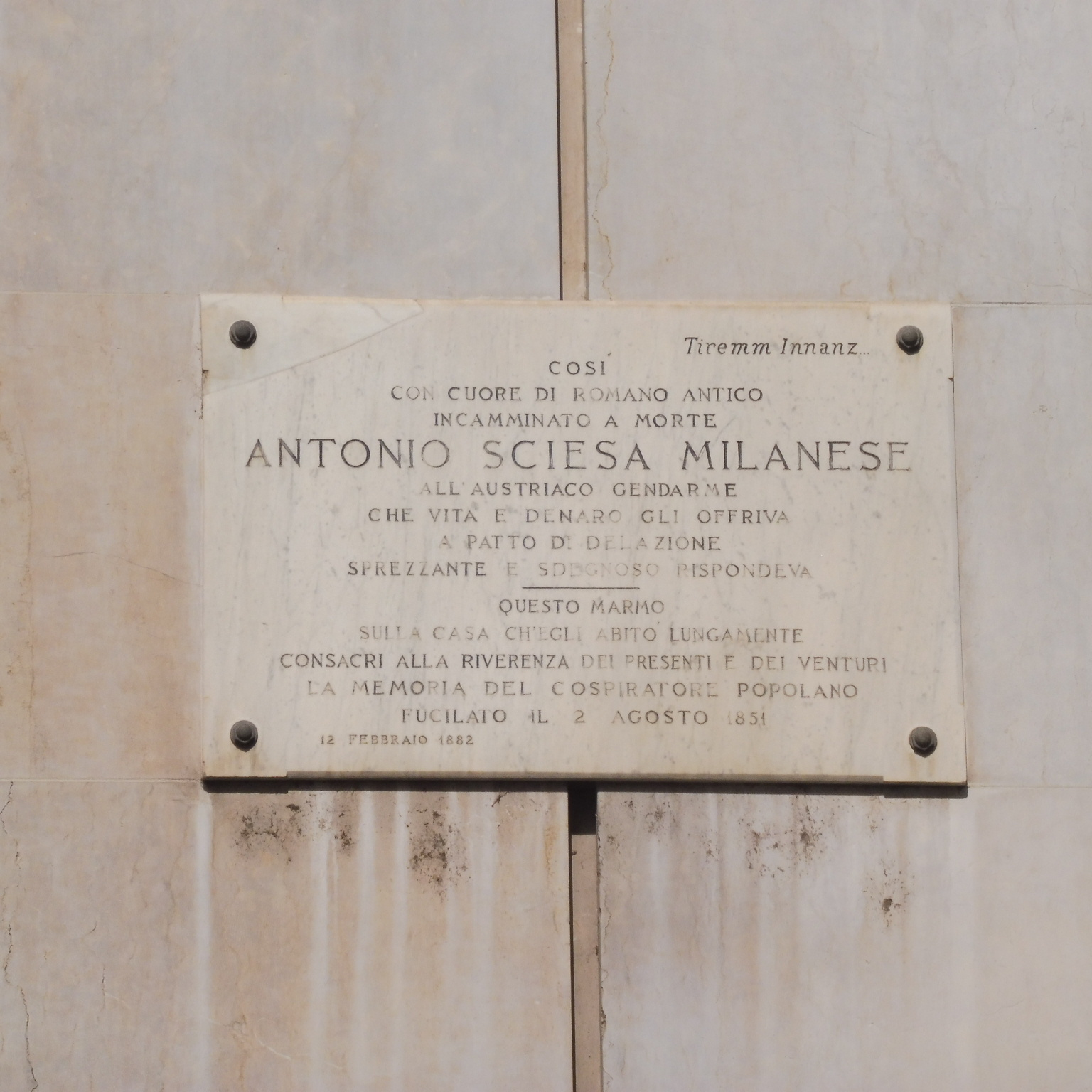
Tiremm innanz - Memoria di Amatore Sciesa sulla sua casa in via Cesare Cantù (1882)

Condannato a morte in un processo istruito dall'auditore Carl Pichler von Deeben, Sciesa venne condotto al patibolo: secondo la tradizione agiografica popolare, ad un ufficiale dei gendarmi che, conducendolo al luogo di esecuzione, l'aveva fatto passare sotto le finestre di casa sua, esortandolo a rivelare i nomi di altri rivoluzionari in cambio del rilascio, avrebbe risposto in dialetto milanese: Tiremm innanz... (Andiamo avanti...). In mancanza del boia, defunto alcuni giorni prima, venne fucilato e poi sepolto al Fopponino di Porta Vercellina, oggi non più esistente.
Racconta Giovanni Visconti Venosta che don Giuseppe Negri, il sacerdote che accompagnò Sciesa al patibolo, gli diede una versione leggermente diversa del contesto in cui fu pronunciata la famosa frase: «Le parole tirem innanz [sic], secondo il Negri, non le avrebbe dette lungo la strada all'ufficiale che comandava i soldati, ma bensì poco prima che il triste corteo si avviasse al luogo del supplizio; forse al professo, che lo esortava a confessarsi. Ciò è anche più conforme alle formalità che si usavano allora in occasione di queste condanne».
Nella sentenza egli venne erroneamente chiamato Antonio e per questo motivo nacque l'equivoco legato al suo nome. La pena gli venne inflitta in applicazione della legge stataria (legislazione speciale emanata in tempo di guerra), promulgata con proclama del 10 marzo 1849, ribadita dal Radetzky, insieme allo stato d'assedio, il 2 agosto 1851:
In pratica, Sciesa, che non poteva godere di alcuna particolare protezione, servì al governatore generale come esempio di severità e la sua condanna a morte precedette di poco quella del comasco Luigi Dottesio. Il fatto che egli si rifiutasse di indicare i nomi degli altri congiurati costituì un'aggravante. In tal senso, essa venne percepita all'epoca come una conferma che Radetzky avrebbe attuato una repressione verso i 'cattivi sudditi' italiani dell'imperatore Francesco Giuseppe.